# Глуховский, Марат Зиновьевич
Марат Зиновьевич Глуховский (10 марта 1931 — 29 ноября 2018) — советский и российский геолог, доктор геолого-минералогических наук, соавтор Государственной геологической карты СССР масштаба 1:200000, дедушка писателя Дмитрия Глуховского

## Биография
С 1954 по 1983 год геолог в геологических экспедициях Министерства цветных металлов (занимался поисками алмазов и золота на юге Сибирской платформы), геолог, начальник партии, главный инженер экспедиции в ПГО «Аэрогеология» Мингео СССР (руководил геологосъемочными и поисковыми работами в различных частях Алданского щита). В результате его исследований выявлено несколько рудных месторождений.
С 1983 г. работал в Институте литосферы АН СССР, затем в Геологическом институте РАН. В 1986 г. защитил докторскую диссертацию:
- Кольцевые структуры фундамента Сибирской платформы : геологическое строение и история развития : диссертация … доктора геолого-минералогических наук : 04.00.01. — Москва, 1986. — 344 с. + Прил. (230 с.: ил.) + Прил. (5 отд. л.).

Автор более 200 работ, среди которых 4 листа Государственной геологической карты СССР м-ба 1:200000 и 6 монографий.

## Публикации
- Геологическая эволюция фундаментов древних платформ : (Нуклеар. концепция) / М. З. Глуховский; Отв. ред. В. М. Моралев; АН СССР, Ин-т литосферы, Междунар. проект «Литосфера» МКЛ 0160. — М. : Наука, 1990. — 212,[3] с. : ил., карт.; 22 см + Прил. (1 л. ил.).; ISBN 5-02-002095-8

Награждён медалью «За трудовое отличие» и двумя почётными знаками Мингео СССР «Отличник разведки недр».